# Gamla stan (Falkenberg)
Pour les articles homonymes, voir Gamla stan.
Gamla stan est une localité suédoise située dans la commune de Falkenberg.